# تيري كرولي
تيري كرولي (بالإنجليزية: Terry Crowley)‏ هو لاعب كرة قاعدة أمريكي، ولد في 16 فبراير 1947 في جزيرة ستاتن في الولايات المتحدة.

## وصلات خارجية
- تيري كرولي على موقعبيزبول رفرنس.كوم (الدوري الرئيسي) (الإنجليزية)
- تيري كرولي على موقعبيزبول رفرنس.كوم (الدوري الثانوي) (الإنجليزية)